# Charmes-la-Côte
Pour les articles homonymes, voir Charmes.
Charmes-la-Côte est une commune française située dans le département de Meurthe-et-Moselle en région Grand Est, à 8 kilomètres au sud-ouest de la ville de Toul. Comme à Charmes, autre commune française, située dans le département des Vosges et la région Lorraine, les habitants sont des Carpéniens et des Carpéniennes.

## Géographie
Le ban de la commune de Charmes-la-Côte forme une surface de plus grande longueur orientée sud sud-ouest à nord nord-est. Il est délimité au nord par le ruisseau de la queue du Mont et au sud par le ruisseau de la Nouelle, formant frontière avec Mont-le-Vignoble. Le bourg de forme village-tas est accolé à un relief des côtes de Meuse (environ 409 m) et le bois dit de Charmes (division cadastrale  0A) forme la limite sud de son territoire. Le ruisseau de Bircoin qui traverse la partie plane (env 235 m) du village (zonages cadastraux  ZA et ZC), a fourni de l'eau aux premiers habitants. Tous ces cours d'eau rejoignent ensuite la rivière Moselle par le système de la Bouvade, au travers d'une plaine agricole et humide dominée par le village. (lieu-dit la Woëvre)

### Localisation
Charmes-la-Côte fait partie du vignoble des côtes-de-toul.

### Communes limitrophes
Voici les communes limitrophes de Charmes-la-Côte. Les communes à l'ouest de Charmes-la-Côte, dans le département de la Meuse, sont plus éloignées et à l'arrière des côtes de Toul :

### Géologie
Charmes-la-Côte se situe à flanc de coteau, sur le front d'une cuesta des côtes de Meuse, en bordure d'un bassin sédimentaire, le Bassin parisien. Le plateau qui surplombe le village, légèrement en pente et orienté est-ouest, le revers de la cuesta en définitive, culmine à 409 mètres d'altitude. L'étage stratigraphique, à cette altitude, est l'Oxfordien (période du Jurassique, époque de Malm). Sur ce plateau calcaire de l'Ère secondaire, nous pouvons y collecter des fossiles, et en particulier des oursins, du genre Glypticus hieroglyphicus par exemple (dont la présence caractérisait le Glypticien, ancienne dénomination de l'ère géologique qui n'est plus utilisée), ou encore des piquants d'oursins (radioles) du genre Paracidaris florigemma.

Fossiles récoltés à Charmes-la-Côte
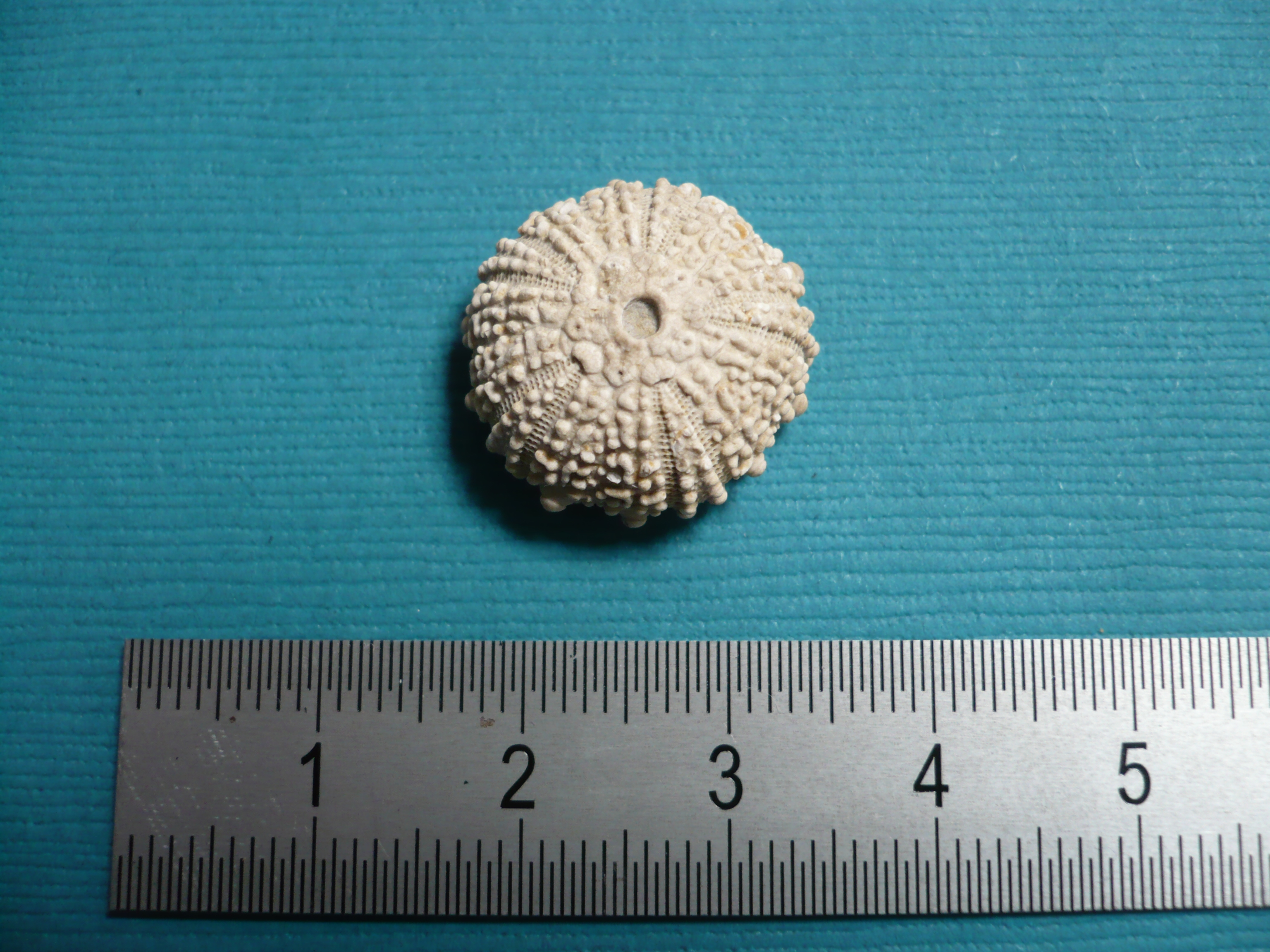
Glypticus hieroglyphicus récolté à Charmes-la-Côte, vue aborale.
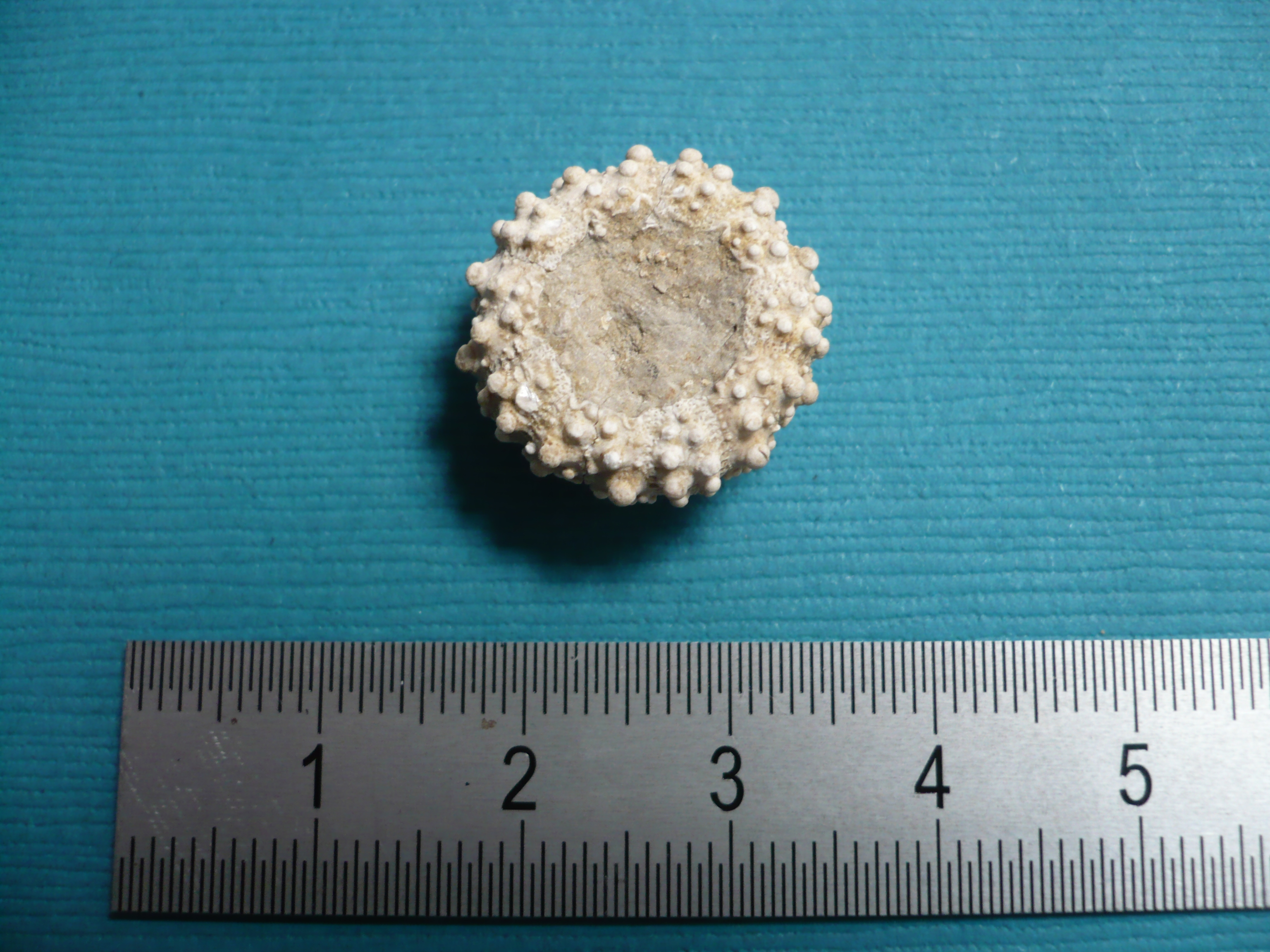
Glypticus hieroglyphicus récolté à Charmes-la-Côte, vue orale.

À mi-côte sur le front de la cuesta, à l'altitude où est situé le village, l'étage stratigraphique est le Callovien (période du Jurassique, époque de Dogger). Beaucoup de brachiopodes et de bivalves fossilisés sont à récolter.

### Écarts et lieux-dits
Comme l'écrivait l'instituteur de Charmes-la-Côte, M. Récolin, dans sa monographie du village rédigée en 1889 sous la direction du ministère de l'Instruction publique, le territoire de la commune est partagé en huit sections cadastrales :

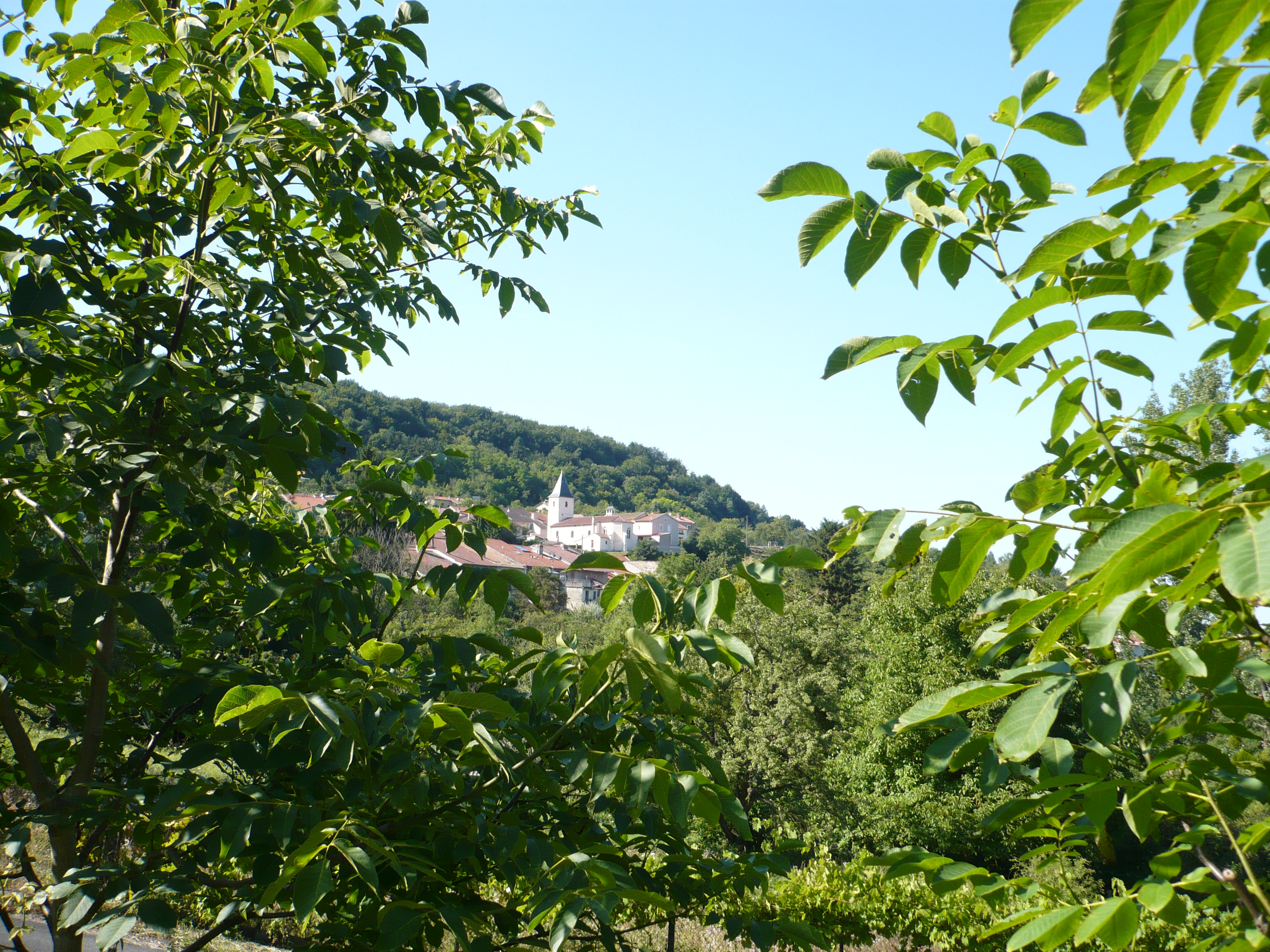
Le village de Charmes-la-Côte vu du Mulson.

- A (« Saint-Fiacre ») : Haye-Saint-Florentin, Sur-le-Chemin-de-Pagney, Sainte-Reine, Haut-de-la-Côte, Foureaux-au-dessus-de-la-Côte, Saint-Henry, Rond-Pommier, Cornelier, À-la-Hazotte, Cul-du-Mont-de-la-Rue, Sur-Harvaud, Aux-Rays ;
- B (« Les Auges et Les Troussoires ») : Troussoires, Clononaire, Roges-sous-Clononaire, Roges, Chaseaux, Hochot-le-Caillot, Grand-Chien, Clononaire-et-Gruisine, Sur-Fourneaux, Aux-Auges, Côte-Labeure ;Le village de Charmes-la-Côte vu du Paquis.

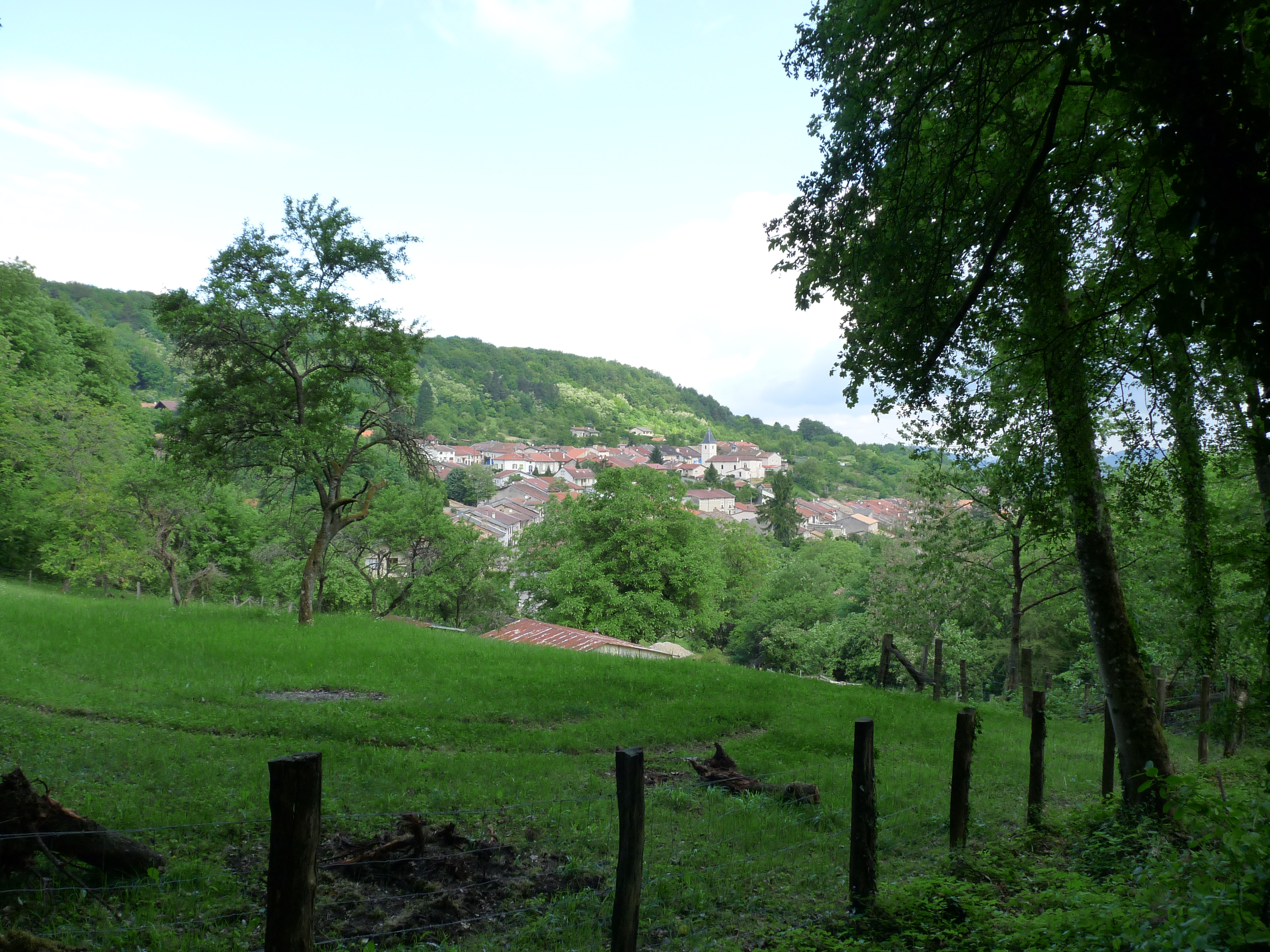
Le village de Charmes-la-Côte vu du Paquis.

- C (« Saint-Florentin ») : Aux-Roges, À-la-Mailladeau-au-dessous-des-Roges, À-la-Maillade, À-la-Moinerie, Au-dessous-de-la-Moinerie, Loge-Pré, Aux-Poirielles, Aux-Poirielles-au-dessus-de-la-Moinerie, Au-Champ, Au-dessus-du-Champ, Le-Saulcy, Au-dessus-du-Saulcy, Pré-Mathelin, Sous-Saint-Florentin, À-la-Gailleure, Au-dessus-du-Pré-Mathelin, Au-Grand-Chien, Haux-de-la-Plante, Haux-de-la-Plante-et-Saint-Florentin ;
- D (« Les Poirielles ») : Sous-le-Pertuy-des-Vaux, Sous-les-Prés-Communaux, Poirielles, Lauge-Pré, Pain-Ouit, Sur-le-Chemin-de-Toul, Harauchard, La-Palle, Prés-la-Garitte, Sous-la-Haye-de-la-Potence, Grande-Forière, Haye-Mutue, Pré-l'Esprit, L'Étang ;
- E (« Les Nauds ») : Aux-Foureaux, Au-Rébus, Sur-le-Ruisseau-de-la-Nouelle, Haut-des-Terres-Noires, Prés-Paris, Prés-la-Garitte, Sous-le-Pré-Paris, La-Nouelle, Terres-Noires, Vieux-Prés, La-Voivre ;
- F (« Les Foureaux ») : Prés-Communaux, Cul-du-Chêne, Pertuy-des-Vaux, Nid-d'Agasse, Prés-Paris, Rebus, Aux-Foureaux ;
- G (« Le Bachin ») : Côte-Saint-Henry, Bachin, Montignon, Chauxfour, Côte-Baule, Le-Paquis-au-Han, Cerisier-Balou, Croix-Saint-Argent, Sorel, Bas-de-Montignon, Côte-Ginot, Montant, Foureaux, Grosse-Pierrière, Fontaine-le-Maire-Paris, En-Bleussin, Cailloue ;
- H (« Le Village ») : Aux-Côtes, Pilhuteux, Hauts-Maix, Aux-Paquis, Aux-Jards, Cerisier-Balou, Aux-Sauveurs, Aux-Chênes, Perthuy-des-Veaux, Gerbeauveaux.

### Rues
Certaines rues de Charmes-la-Côte ont été rebaptisées dans la deuxième moitié du XXe siècle, en 1960.
Dans l'ordre alphabétique : rue Attonaixe, rue Bellevue (anciennement rue Haute et rue de la Petite-Côte), rue des Bosquets (anciennement rue de la Côte ou rue de la Grande-Côte), chemin de la Gailleure, rue du Han, impasse du Jard, rue des Jardinets (anciennement rue du Charrot, rue du Charroy ou rue Charraut), rue de la Monnaie, rue Montapic (anciennement « La Rouchotte » ou « La Rochotte »), Clos Montignon, rue des Mulsons, rue du Paquis, rue du Progrès (anciennement rue Basse), rue Sonnaire, sous-Saint-Florentin, allée des Sources.

### Hydrographie
La commune est traversée par la ligne de partage des eaux entre les bassins versants du Rhin et de la Meuse au sein du bassin Rhin-Meuse. Elle est drainée par le ruisseau de Bircoin et le ruisseau de la Queue,.

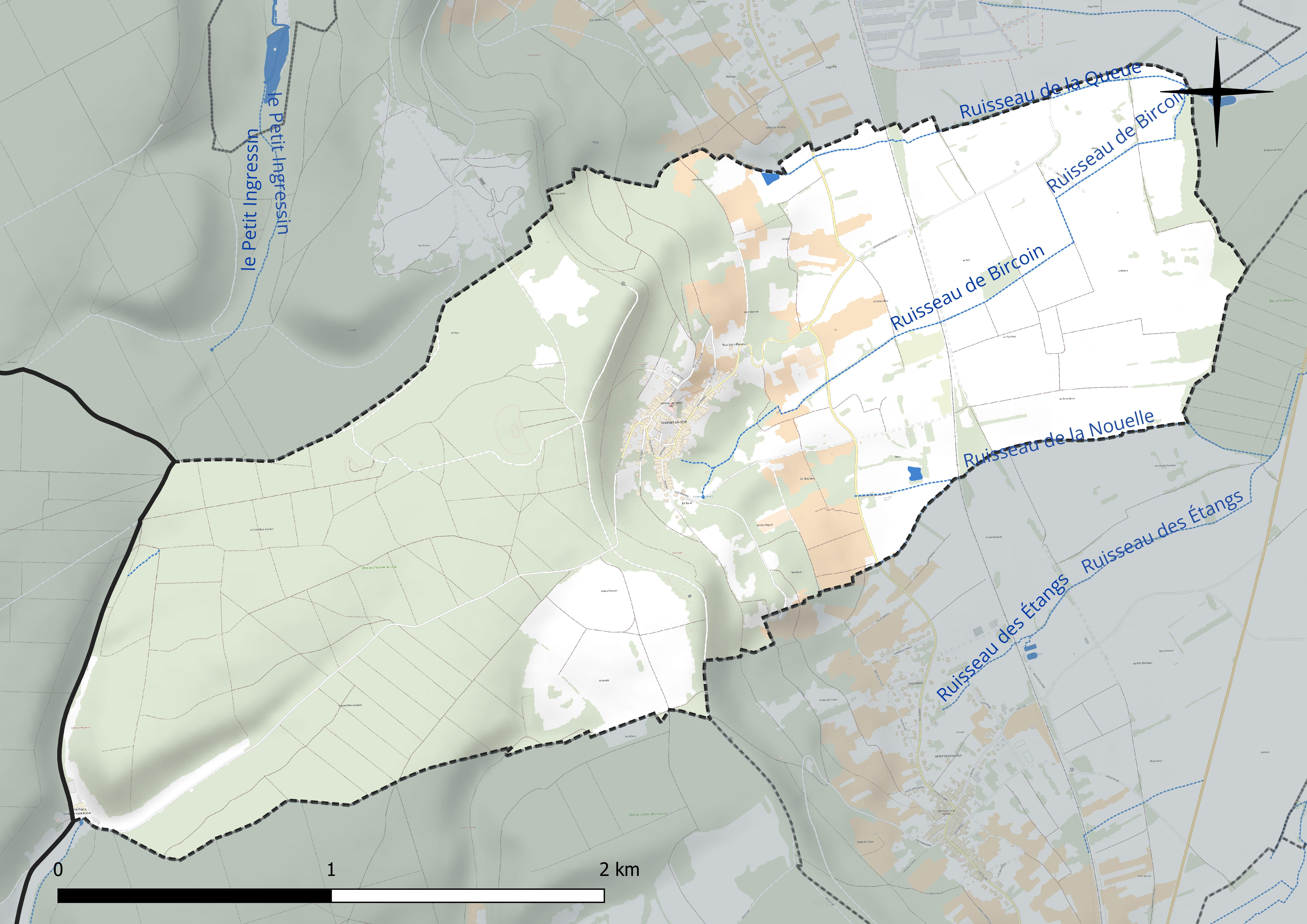
Réseau hydrographique de Charmes-la-Côte.

### Climat
Pour des articles plus généraux, voir Climat du Grand Est et Climat de Meurthe-et-Moselle.
En 2010, le climat de la commune est de type climat des marges montargnardes, selon une étude du Centre national de la recherche scientifique s'appuyant sur une série de données couvrant la période 1971-2000. En 2020, Météo-France publie une typologie des climats de la France métropolitaine dans laquelle la commune est exposée à un climat océanique altéré et est dans la région climatique Lorraine, plateau de Langres, Morvan, caractérisée par un hiver rude (1,5 °C), des vents modérés et des brouillards fréquents en automne et hiver.
Pour la période 1971-2000, la température annuelle moyenne est de 9,6 °C, avec une amplitude thermique annuelle de 16,6 °C. Le cumul annuel moyen de précipitations est de 874 mm, avec 12,7 jours de précipitations en janvier et 9,3 jours en juillet. Pour la période 1991-2020, la température moyenne annuelle observée sur la station météorologique de Météo-France la plus proche, « Nancy-Ochey », sur la commune d'Ochey à 10 km à vol d'oiseau, est de 10,5 °C et le cumul annuel moyen de précipitations est de 810,4 mm. 
La température maximale relevée sur cette station est de 39,6 °C, atteinte le 25 juillet 2019 ; la température minimale est de −19,1 °C, atteinte le 12 janvier 1987,,.
Les paramètres climatiques de la commune ont été estimés pour le milieu du siècle (2041-2070) selon différents scénarios d'émission de gaz à effet de serre à partir des nouvelles projections climatiques de référence DRIAS-2020. Ils sont consultables sur un site dédié publié par Météo-France en novembre 2022.

## Urbanisme

### Typologie
Au 1er janvier 2024, Charmes-la-Côte est catégorisée commune rurale à habitat dispersé, selon la nouvelle grille communale de densité à sept niveaux définie par l'Insee en 2022.
Elle est située hors unité urbaine. Par ailleurs la commune fait partie de l'aire d'attraction de Nancy, dont elle est une commune de la couronne,. Cette aire, qui regroupe 353 communes, est catégorisée dans les aires de 200 000 à moins de 700 000 habitants,.

### Occupation des sols
L'occupation des sols de la commune, telle qu'elle ressort de la base de données européenne d’occupation biophysique des sols Corine Land Cover (CLC), est marquée par l'importance des territoires agricoles (50,5 % en 2018), une proportion identique à celle de 1990 (50,5 %). La répartition détaillée en 2018 est la suivante : forêts (49,5 %), cultures permanentes (21,8 %), prairies (14 %), terres arables (11,4 %), zones agricoles hétérogènes (3,2 %), milieux à végétation arbustive et/ou herbacée (0,1 %). L'évolution de l’occupation des sols de la commune et de ses infrastructures peut être observée sur les différentes représentations cartographiques du territoire : la carte de Cassini (XVIIIe siècle), la carte d'état-major (1820-1866) et les cartes ou photos aériennes de l'IGN pour la période actuelle (1950 à aujourd'hui).

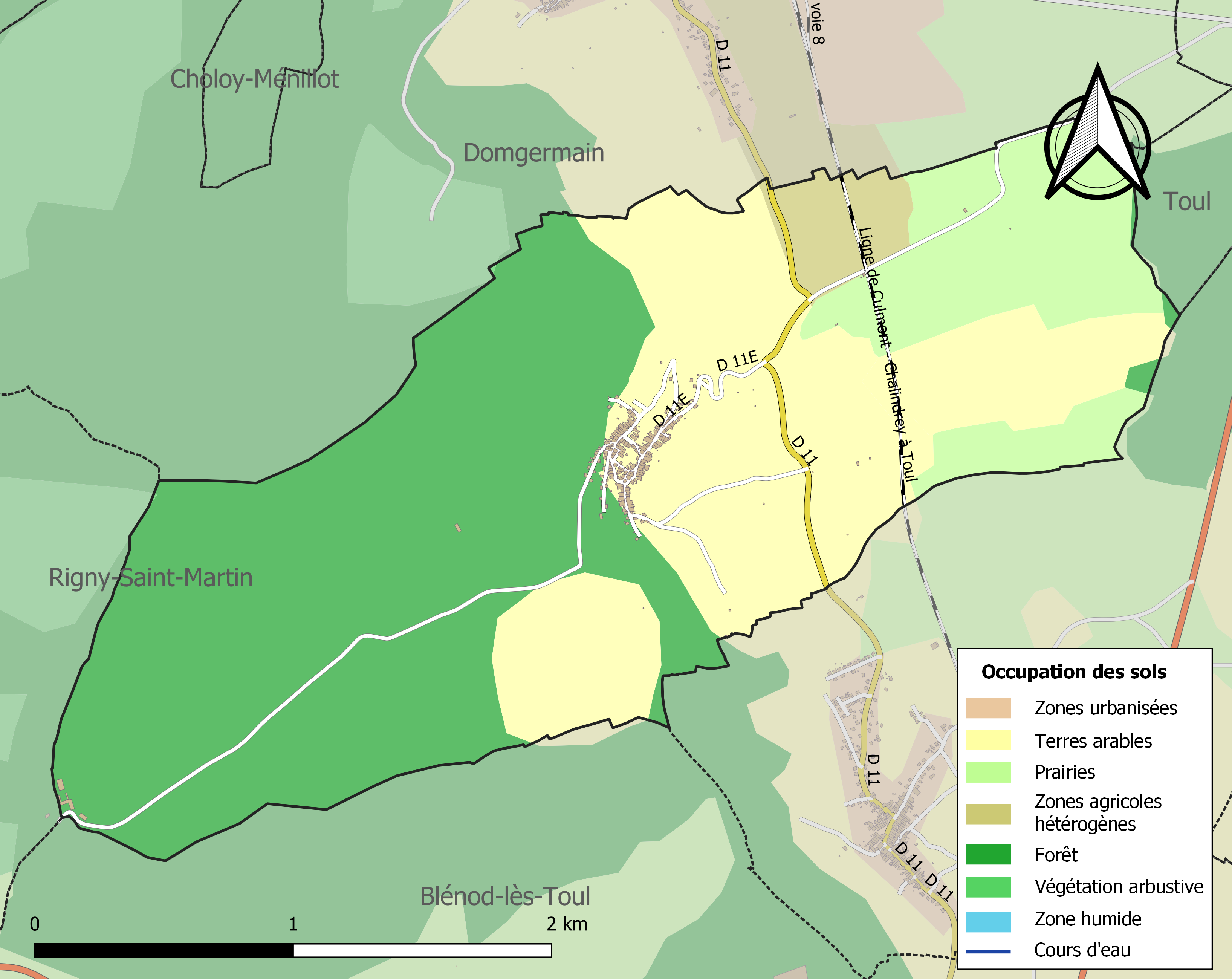
Carte des infrastructures et de l'occupation des sols de la commune en 2018 (CLC).

## Archéologie
- Au lieu-dit Poirielles (Section D), on a découvert des vestiges de l'époque gallo-romaine, peut-être d'un habitat : substructions, tuiles plates[21].
- Au lieu-dit Montignon (Section G), on a découvert peu avant la Révolution française « des ossements humains, de taille colossale », et également « des débris d'armes et d'armures antiques »[22]. Dans les années 1970, lors de la viabilisation d'un terrain, on y a découvert des vestiges de l'époque médiévale, peut-être d'une nécropole mérovingienne. Au lieu-dit Blussin ou En Bleussin (Section G), des découvertes analogues ont été réalisées.
- À l'extrémité nord-est du village, le Chemin-Brabant relierait près de Gye la voie romaine de Soulosse-sous-Saint-Élophe (Solimariaca) à Toul (Tullum Leucorum) à la voie romaine de Saint-Germain-sur-Meuse (Travia) à Toul[23].
- À la sortie du village, en direction de Domgermain, sont encore visibles des restes de constructions de la chapelle Saint-Florentin, édifice fondé au Xe siècle mais déjà détruit au début du XVIIe siècle.

## Toponymie
- La forme la plus ancienne du toponyme est "Chelmes" (982), suivie au XIIe siècle de villam de Chalamis (1112)[24] et Calmas (1147)[25] : du préceltique calma, chaume, lande, plateau désert[26] ;
- La prononciation évolue au XIIIe siècle : 
  - Charmes (1265, 1329)[27] ;
  - Charmes-devant-Toul (1309, 1315, 1329) ;
  - Charmes-séant-devant-Toul (1330)[28] ;
  - Chermes-seleis-Domgermain (1343)[29] ;
  - Charmes (1371)[28] ;
  - terra de Charmes (1402)[28] ;
  - Charmae (1402) ;
  - villa de Charmis (1404)[28] ;
  - Charmes-de-Venthoul (comprendre : Charmes-deven-Thoul) (8 juin 1471)[30] ;
- La référence à la Côte (au sens de pente d'une colline) s'ajoute à partir du milieu du XIIe s. :
  - Charmes-la-Coste (1499)[31] ;
  - Charmes-la-Coste-les-Domgermain (1562)[28].
- L'étymologie populaire n'a pas manqué de comprendre le toponyme comme désignant l'arbre (en latin carpinus), d'où les formes Carpinetum ou Carpini-ad-rupem[26].

## Histoire

### Époque médiévale

#### Xesiècle-XIIIesiècle
Charmes-la-Côte est un village de l'ancien évêché de Toul, appartenance en souveraineté des évêques de Toul.  En 982, une charte de confirmation des biens de l'abbaye Saint-Mansuy de Toul, donnée par saint Gérard, le 33e évêque de Toul (963 - † 994), fait mention d'une chapelle sous l'invocation de saint Florentin (fils d'un roi écossais qui s'était installé à Bonnet au VIIe siècle et fêté le 24 octobre), située près de Charmes-la-Côte (« capella sancti Florentini apud Chelmes »). Plusieurs noms de lieux-dits font encore mémoire de l'existence de cette chapelle : Haye-Saint-Florentin (Section A) ; Saint-Florentin et Sous-Saint-Florentin (Section C).
En 1146 ou 1147, Bernard de Clairvaux serait passé à Charmes-la-Côte, comme le mentionne son compagnon et biographe, Geoffroy d'Auxerre, dans la Vie de saint Bernard, premier abbé de Clairvaux (« civitati proximam vilulam quam Calmas nominant »). Le saint y aurait accompli un miracle, celui de changer en vin l'eau que les habitants du village lui avaient apportée afin de la bénir. L'anecdote montre que le vin était d'une grande importance dans la vie des Carpéniens dès le Moyen Âge.

#### XIIIesiècle-XVesiècle
Au début du XIIIe siècle, la seigneurie de Charmes-la-Côte est passée à la Maison de Bourlémont (Frebécourt), comme en fait mention une charte datée de 1211.
En février 1251, Joffroi ou Geoffroy (vers 1210 - † 1268), seigneur de Bourlémont, sénéchal de Navarre du comte de Champagne, marié à Sibille ou Sibylle de Saulxures (vers 1215 - † mars 1275), a donné à l'Abbaye Notre-Dame de Mureau (Pargny-sous-Mureau) « une charrée de vin » à prendre à Charmes-la-Côte. Dans une charte datée de 1265, Joffroi a décidé de donner « permanablement et annuellement » à la Maison-Dieu de Gerbonvaux (Martigny-les-Gerbonvaux), dont il est le fondateur, « deux muids de vin sur les rentes de Charmes, plus un verger audit Charmes », donation confirmée par ses enfants, Perrin et Joffroi ou Geoffroy de Bourlémont, seigneur de Rorthey, écuyer, dans une charte datée de 1269. En juillet 1265, Erars, chevalier de « Parnei » (Pargny-sous-Mureau), a donné « pour Dieu et en aumône, à l'hôpital de Nostre-Dame de Girbonvaulz » (Hôpital de Gerbonvaux), « six muids de vin » à prendre à Charmes-la-Côte.
En 1309, Pierre III de Brixey (vers 1255 - † entre 1309 et 1310), seigneur de Bourlémont, marié à Jeanne de Choiseul (vers 1255 - † après 1311), et sa famille ont donné à l'Église de Toul « soixante coudées de terres à petits tournois sur ce fief » de Charmes-la-Côte.
En mai 1329, un acte est passé à l'official de la cour de Toul, par lequel Husson de Toul, fils de Wauthier de Toul, chevalier, « pour les bienfaiz et proffiz qu'il a recehu en temps passey de l'ospitaul de Saint Eloy de Girbonvaulz, et aussy pour la trez grant dévotion qu'il a endit hospitaul », a donné à l'Hôpital de Gerbonvaux la part qu'il avait dans les dîmes de Charmes-la-Côte, en fief de Jean Ier (vers 1285 - † 15 novembre 1337), seigneur de Bourlémont, et de son épouse Jeanne de Grancey (vers 1295 - † 2 mai 1357), s'en réservant, sa vie durant, la moitié qui lui sera délivrée « par la main dou mastre et des apprevendiez dou dit hospitaul ». Cette donation a été confirmée par Jean Ier le 2 juin ou le 2 juillet 1329. En 1330, Jean Ier s'est donné pour obligation, à lui et ses héritiers, de faire délivrer tous les ans, par son « mayeur » de Charmes-la-Côte, à l'Abbaye de Mureau, « vingt-quatre muids de vin bon et recevable, provenant de sa vigne de Charmes ». Cela dit, un historien de la Maison de Bourlémont écrit, dans son livre Le château et les seigneurs de Bourlémont, 1962, que Jean de Bourlémont devait avoir un différend avec l'abbaye de Mureau à propos d'une rente de « trente-trois muids de vin », à lever chaque année sur sa terre de Charmes-la-Côte, jadis donnés par ses ancêtres ; ce procès a eu des répercussions en 1402 et 1403.

#### XVesiècle-XVIesiècle
Au début du XVe siècle, la seigneurie de Charmes-la-Côte est passée à la Maison d'Anglure, par Jeanne de Brixey (vers 1375 - † après 1433, Bourlémont), héritière de Bourlémont, dame de Donjeux, fille de Hanry ou Henri de Bourlémont (1330 - † 7 mai 1403) et d'Alix ou Béatrix de Joinville (vers 1344 - † entre 1406 et 1413), mariée vers 1400 à Jean Saladin d'Anglure (1370 - † 7 mai 1403), seigneur d'Étoges, capitaine de Reims.
Leur fils, Simon d'Anglure (vers 1400 ou 1402 - † entre le 6 novembre 1471 et le 6 avril 1472), seigneur de Donjeux et d'Étoges et sire de Bourlémont, grand maître d'hôtel et chambellan du duc de Bretagne en 1460, marié vers 1433 à Isabelle ou Matfride du Châtelet (vers 1410 - † 1485), dame de Deuilly, ont fait don de la seigneurie à leur fils, Nicolas ou Colart d'Anglure (vers 1440 - † 25 ou 26 juillet 1516, Bourlémont), seigneur de Bourlémont et baron de Conflans-Sainte-Honorine, lors d'un partage des biens opéré le 15 mars 1463.
Si l'on en croit les auteurs du XIXe siècle, le village de Charmes-la-Côte aurait été incendié dans la deuxième moitié du XVe siècle, par les Bourguignons et le duc Charles le Téméraire. Cette version pourrait s'appuyer sur un passage de la Nancéide de Pierre de Blarru, qui rapporte que la ville fut effectivement incendiée par les Bourguignons. Il faut garder à l'esprit que le duc René II de Lorraine n'appréciait pas les seigneurs de Charmes-la-Côte, Simon Saladin et son fils Nicolas, qui s'étaient réfugiés en Bourgogne puis en Allemagne, alors qu'ils étaient suspectés et accusés d'intelligence avec le duc de Bourgogne.

### Époque moderne

#### XVIeetXVIIesiècles
Par succession encore, la seigneurie de Charmes-la-Côte est passée à la Maison de Ligniville, dont un des membres, Daniel de Ligniville (? - † 22 juillet 1629), comte de Ligniville et d'Autricourt, baron de Villars, seigneur de Tumejus, Vannes-le-Châtel, Saulxures, Housselmont, Barisey, Autreville et Bulgnéville, capitaine de cavalerie au service de la France, gentilhomme de la chambre de Henri II, duc de Lorraine et son grand-veneur dans les duchés de Lorraine et de Bar, l'a vendue le 26 septembre 1624, au profit du duc de Lorraine, moyennant la somme de 76 000 francs.

#### XVIIeetXVIIIesiècles
Le village de Charmes-la-Côte, rassemblé aux états du duc de Lorraine, dépendait en conséquence de la prévôté de Gondreville, du bailliage de Commercy, de la généralité de Nancy et de la cour souveraine de Lorraine.

## Politique et administration

### Liste des maires
| Période      | Période                   | Identité                                          | Étiquette | Qualité                                                   |
| ------------ | ------------------------- | ------------------------------------------------- | --------- | --------------------------------------------------------- |
| février 1927 | mars 1959                 | Léopold Nussbaumer                                |           |                                                           |
| mars 1959    | mars 1965                 | Jean Migot                                        |           |                                                           |
| mars 1965    | juin 1985                 | Georges Lecler                                    |           |                                                           |
| juin 1985    | mars 2001                 | Pierre Champougny                                 |           |                                                           |
| mars 2001    | mars 2008                 | Daniel Mathieu                                    |           |                                                           |
| mars 2008    | En cours (au 26 mai 2020) | Jean-Luc Starosse, Réélu pour le mandat 2020-2026 | DVG       | Technicien de la Direction départementale des Territoires |

## Population et société

### Démographie
L'évolution du nombre d'habitants est connue à travers les recensements de la population effectués dans la commune depuis 1793. Pour les communes de moins de 10 000 habitants, une enquête de recensement portant sur toute la population est réalisée tous les cinq ans, les populations de référence des années intermédiaires étant quant à elles estimées par interpolation ou extrapolation. Pour la commune, le premier recensement exhaustif entrant dans le cadre du nouveau dispositif a été réalisé en 2008.

En 2022, la commune comptait 321 habitants, en évolution de −5,31 % par rapport à 2016 (Meurthe-et-Moselle : −0,13 %, France hors Mayotte : +2,11 %).
| 1793 | 1800 | 1806 | 1821 | 1831 | 1836 | 1841 | 1846 | 1851 |
| ---- | ---- | ---- | ---- | ---- | ---- | ---- | ---- | ---- |
| 606  | 649  | 626  | 601  | 603  | 625  | 575  | 559  | 568  |

| 1856 | 1861 | 1872 | 1876 | 1881 | 1886 | 1891 | 1896 | 1901 |
| ---- | ---- | ---- | ---- | ---- | ---- | ---- | ---- | ---- |
| 517  | 543  | 508  | 474  | 475  | 442  | 438  | 442  | 413  |

| 1906 | 1911 | 1921 | 1926 | 1931 | 1936 | 1946 | 1954 | 1962 |
| ---- | ---- | ---- | ---- | ---- | ---- | ---- | ---- | ---- |
| 418  | 407  | 329  | 313  | 269  | 260  | 244  | 282  | 277  |

| 1968 | 1975 | 1982 | 1990 | 1999 | 2006 | 2008 | 2013 | 2018 |
| ---- | ---- | ---- | ---- | ---- | ---- | ---- | ---- | ---- |
| 231  | 241  | 253  | 281  | 312  | 309  | 308  | 341  | 332  |

| 2022 | - | - | - | - | - | - | - | - |
| ---- | - | - | - | - | - | - | - | - |
| 321  | - | - | - | - | - | - | - | - |

## Économie
E. Grosse indique dans son ouvrage, vers 1836 :
«Surface territ., 623 hect. cadastrés, dont 217 en forêts, 190 en terres labour., 40 en prés et 105 eu vignes dont les produits sont passables.»
indiquant ainsi la tradition viticole du village (cf. vignoble lorrain).

### Secteur primaire ouAgriculture
Le secteur primaire comprend, outre les exploitations agricoles et les élevages, les établissements liés à l’exploitation de la forêt et les pêcheurs.
D'après le recensement agricole 2010 du Ministère de l'agriculture (Agreste), la commune de Charmes-la-Côte était majoritairement orientée sur la production d'herbivores (avant 2010) sur une surface agricole utilisée  réduite à quelques hectares (très inférieure à la surface cultivable communale) en constante diminution depuis 1988 - Corrélativement, le cheptel en unité de gros bétail s'est réduit à zéro entre 1988 et 2010. Il n'y avait plus d'exploitations agricoles ayant leur siège dans la commune qui employaient pourtant, auparavant, 7 unités de travail en 1988, sur 11 sites.

## Culture locale et patrimoine

### Patrimoine architectural

#### Édifice civils
- Le monument aux morts de Charmes-la-Côte, en mémoire des morts des deux guerres mondiales 1914-1918 et 1939-1945, est situé près de l'église.
- L'ancienne métairie, dite « de Quatrevaux », excentrée par rapport au village, près de la chapelle de Saint-Fiacre (sur le territoire de Rigny-Saint-Martin) et d'une fontaine (sur le territoire de Blénod-lès-Toul), abrite à présent le centre équestre « Les Écuries du Val d'Alethéya ».
- L'ouvrage militaire du système Séré-de-Rivières, dit « Ouvrage A de Charmes-la-Côte », a été construit entre 1888 et 1890, pour assurer un renforcement de la défense de l'Armée française dans les intervalles entre les forts de Blénod-lès-Toul et de Domgermain. Deux petits ouvrages avancés, dits « Ouvrage B » et « Ouvrage C », ont été construits en 1889 à 300 mètres de l'ouvrage principal[50].
- Les anciennes fermes et maisons de vignerons sont conservées en nombre dans le village. Les rues présentent encore de jolies enfilades de portes de granges lorraines, caractérisées par leur arc en anse de panier, leur clé d'arc, parée d'un triglyphe, d'un mascaron, d'un chardon lorrain ou datée, leurs chasse-roues, leurs pentures et leurs clenches en fer forgé. Une des particularités architecturales est le piédroit que se partagent la porte cochère et la porte piétonne. Portes à imposte, serrures et marteaux de porte, fenêtres à linteau délardé, grilles dites « en balai de sorcière » ou « en épi », œil-de-bœuf, rigoles de pierres-à-eau, lambrequins, décrottoirs, anneaux, statues de dévotion chrétienne (Vierge à l'Enfant, Christ en croix, saint Nicolas, sainte Barbe, saint Antoine, etc.), fers à cheval à fonction apotropaïque et autres objets de superstition censés protéger la maison, terminent de donner du caractère aux façades.

#### Édifice religieux
- L'église, sous le patronage de Notre Dame, est, d'une manière plus particulière, dédiée à la Nativité de la Vierge Marie. Le chevet de l'édifice date du XVe siècle, avec ses trois baies gothiques. L'oculus d'une armoire eucharistique est visible dans le chœur. Il s'agissait de présenter et de mettre en exposition l'ostensoir aux Carpéniens à l'extérieur de l'édifice, cela avant le Concile de Trente (1545-1563) qui généralisait l'emploi d'un tabernacle pour la conservation et la protection du Saint-Sacrement[51].

Monuments de Charmes-la-Côte
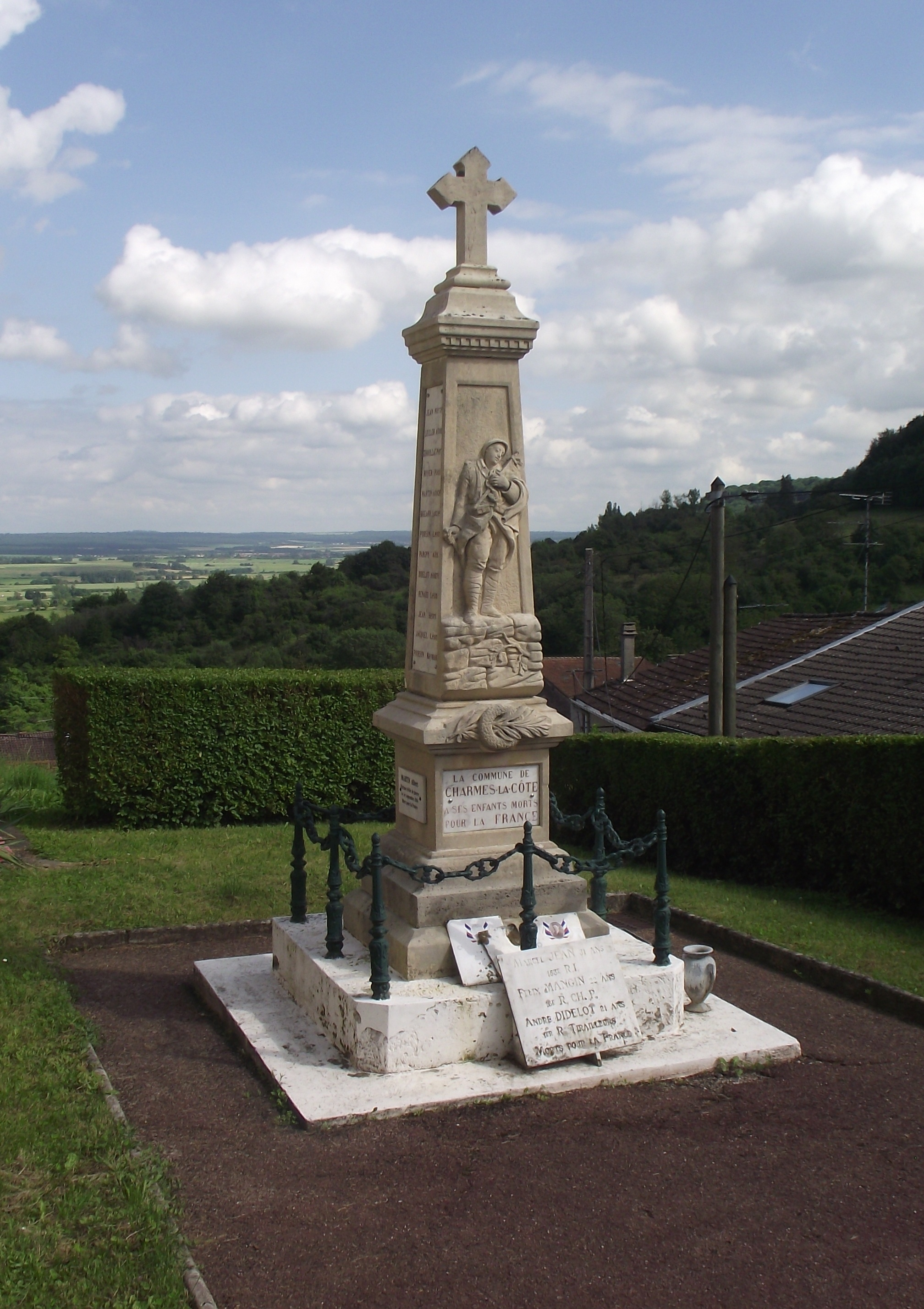
Le monument aux morts de Charmes-la-Côte.
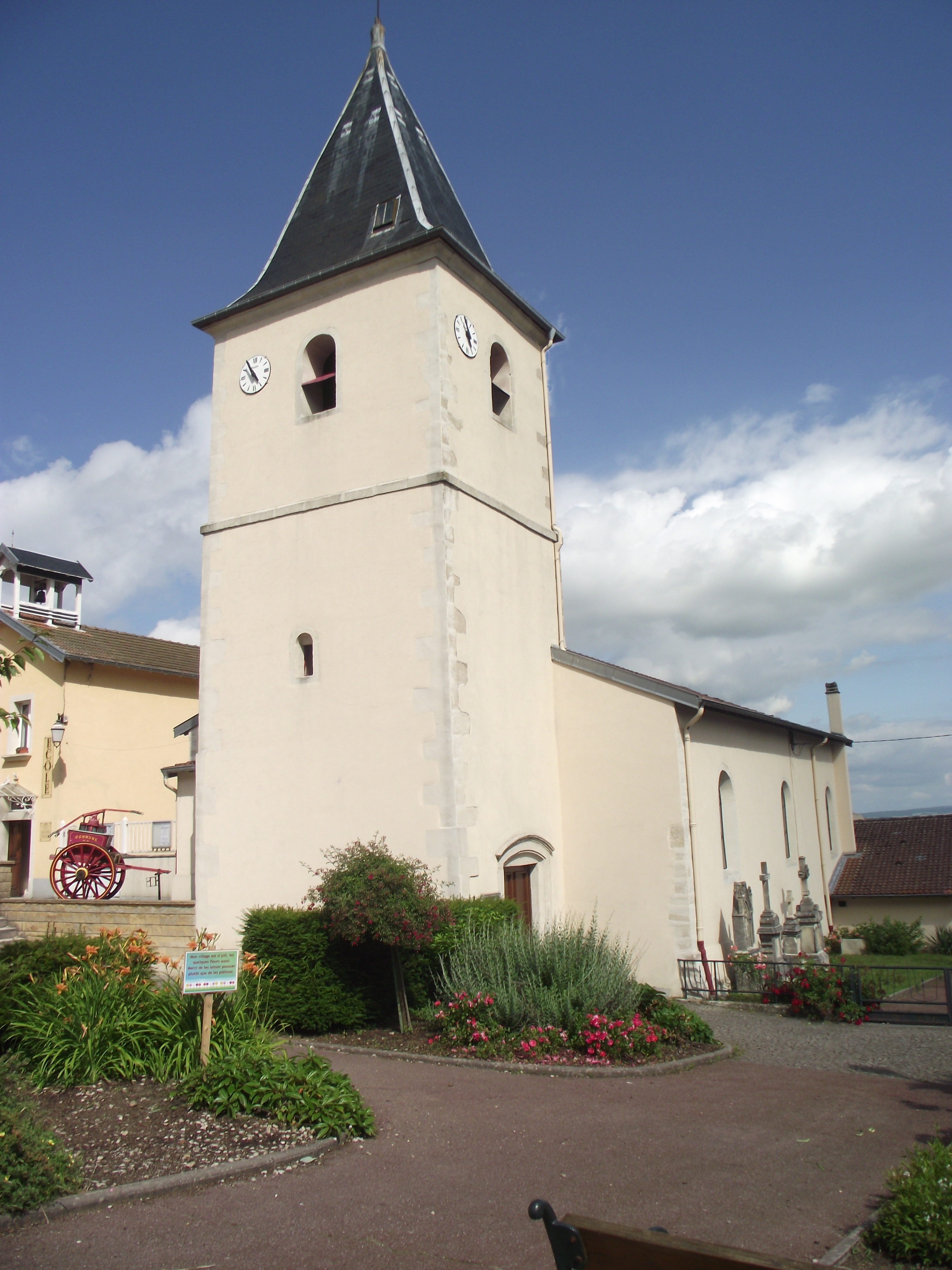
L'église de la Nativité-de-la-Vierge-Marie de Charmes-la-Côte.

### Patrimoine naturel
- Sur le plateau de Charmes-la-Côte, un rare écosystème, lié à l'existence d'une pelouse calcaire, est à sauvegarder. Nous pouvons rencontrer, en forêt, dans les prairies ou dans les vergers, des espèces d'orchidées menacées, comme Ophrys fuciflora[52] par exemple.

Orchidées à Charmes-la-Côte
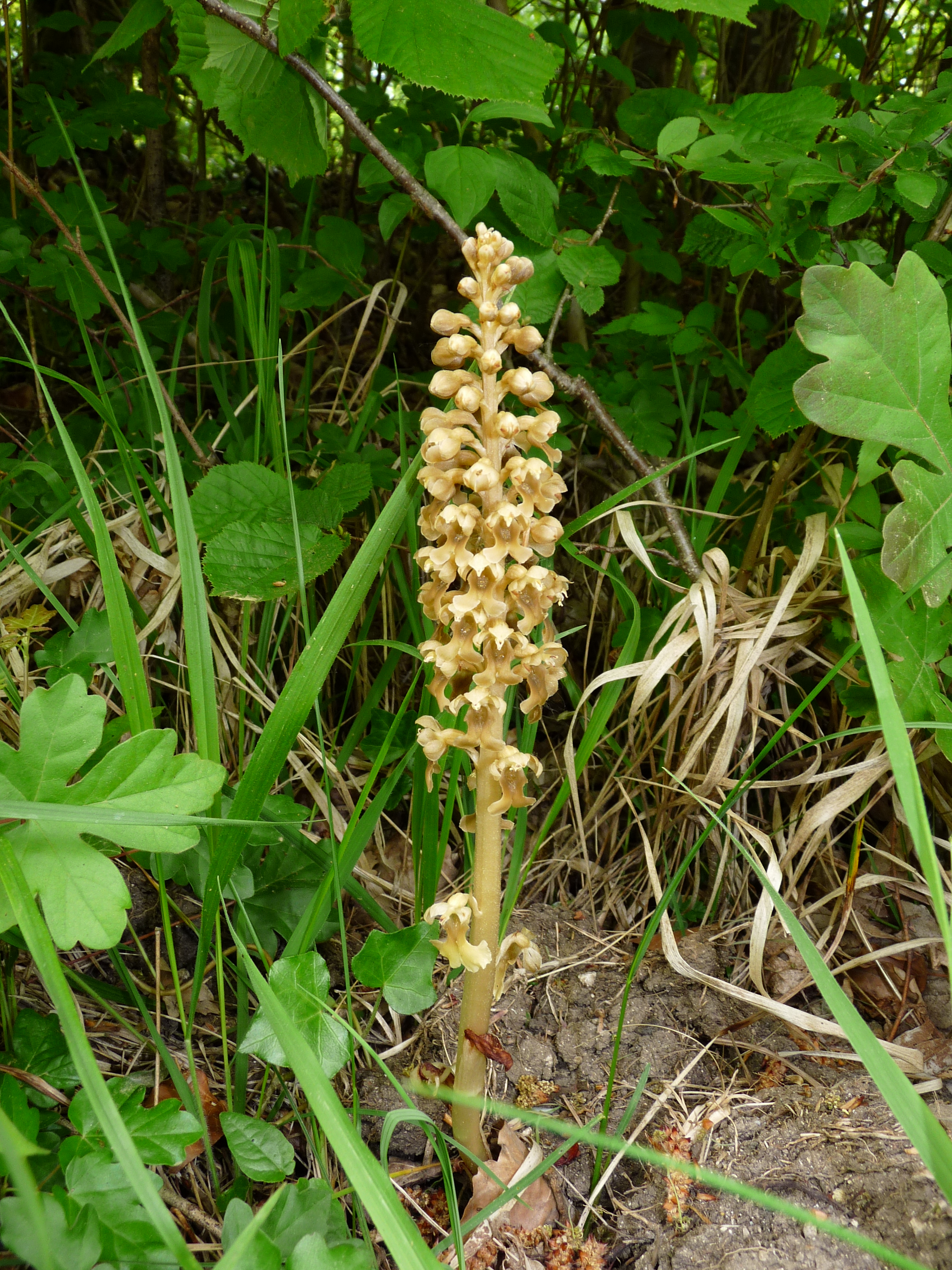
Neottia nidus-avis à Charmes-la-Côte, en forêt, en bordure de chemin.
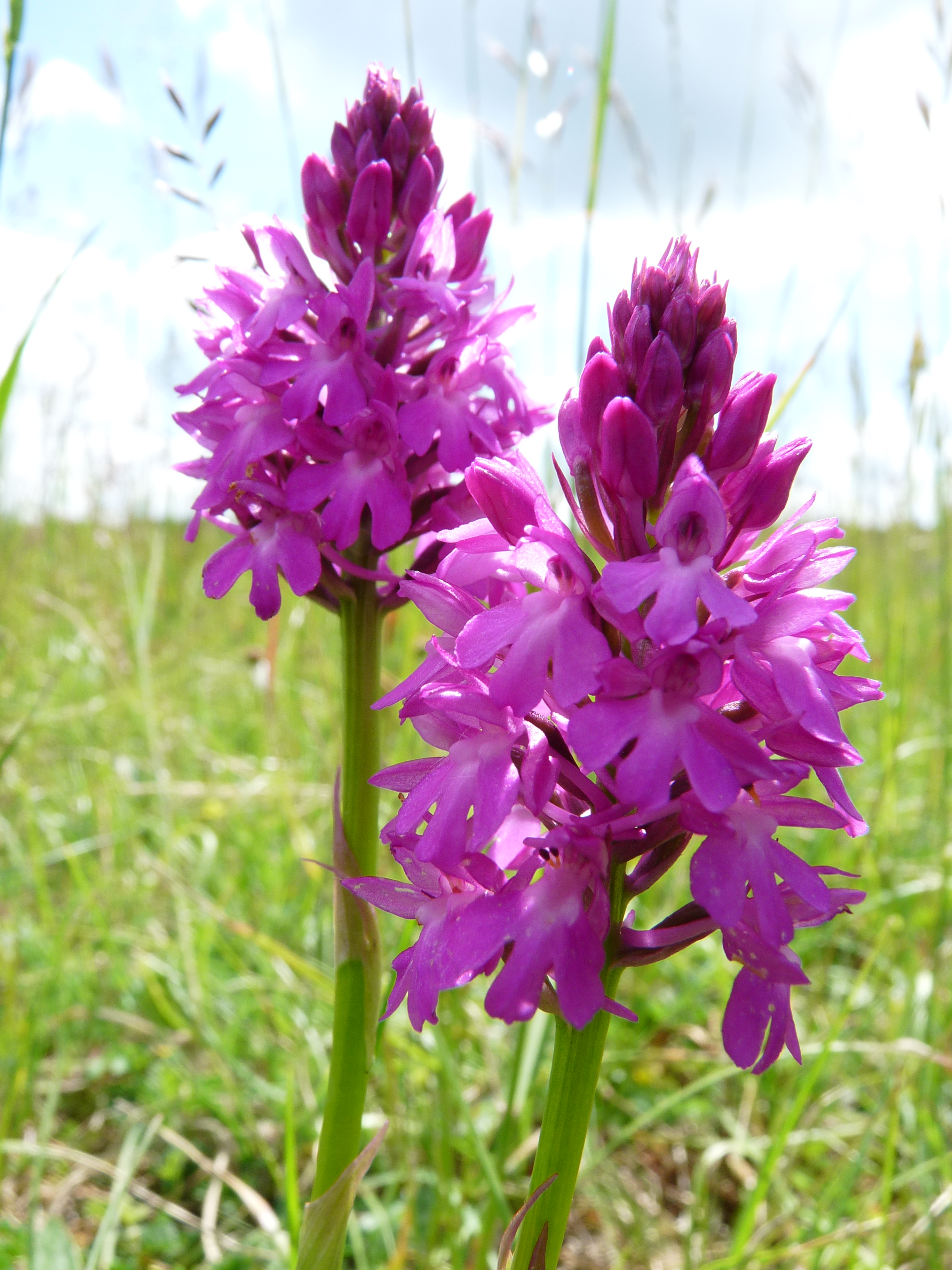
Anacamptis pyramidalis à Charmes-la-Côte, dans une prairie.
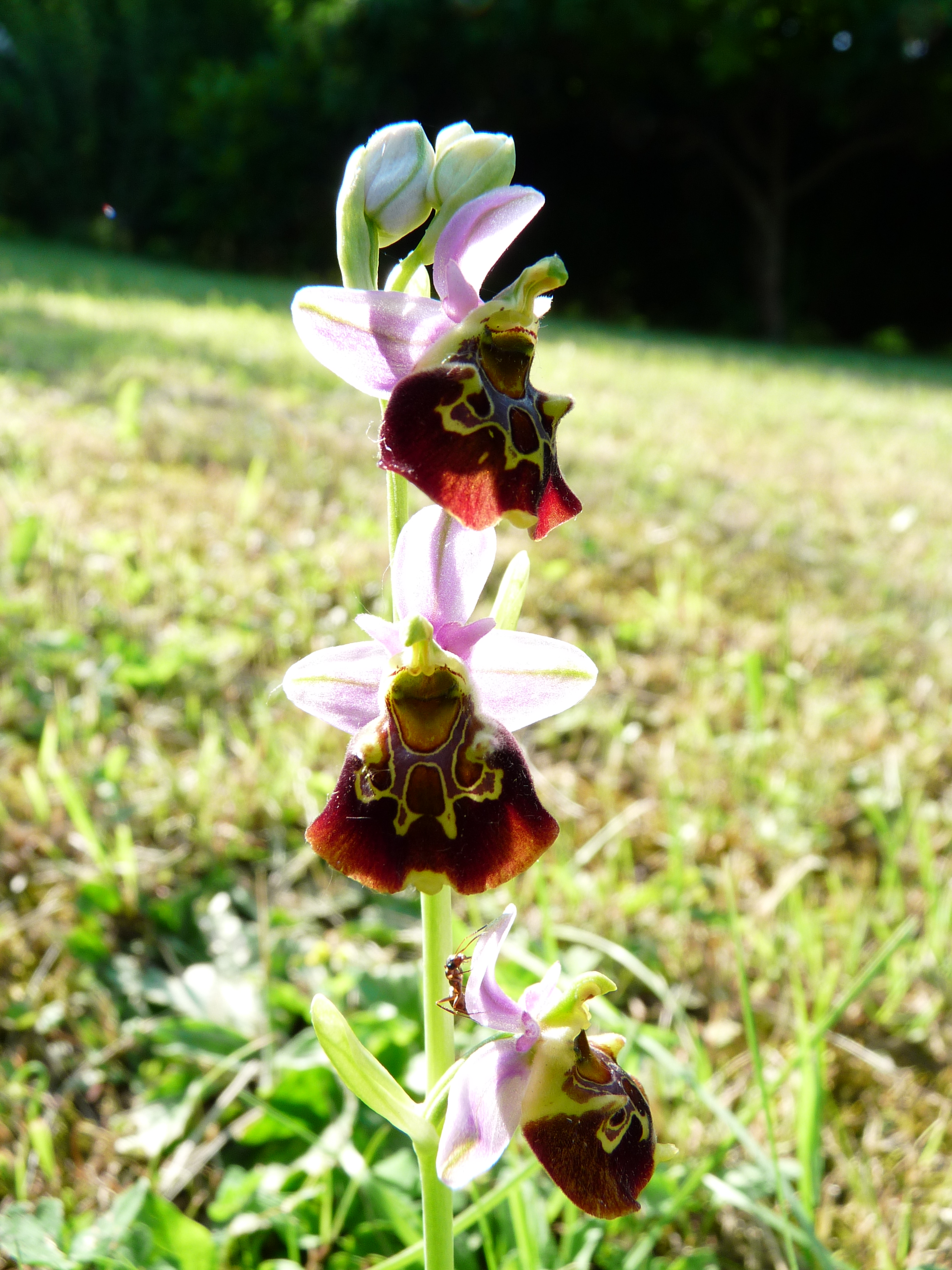
Ophrys fuciflora à Charmes-la-Côte, dans un verger.

### Patrimoine culturel

#### Manifestations
Les innombrables manifestations organisées à Charmes-la-Côte sont à l'initiative de la mairie, de l'école primaire, du foyer rural, ou de toutes ces institutions en partenariat. Au fil des années, ces évènements sont devenus aux yeux de beaucoup de Carpéniennes et Carpéniens des rendez-vous incontournables par leur convivialité et la joie qu'ils procurent.
- La fête de Charmes, fête patronale, le dernier week-end du mois de juillet, avec son bal et ses manèges.
- Le 14-Juillet, avec son concours de pétanques et son feu d'artifice.
- Le Téléthon, le premier week-end du mois de décembre.
- La Saint-Nicolas, le samedi le plus proche du 6 décembre.
- L'étape « contre-la-montre » des Six Jours du Toulois, compétition de course à pied organisée par l'US Toul Athlétisme, au mois de juin.
- La course des caisses à savon au mois de septembre.

### Personnalités liées à la commune
- Saint Bernard de Clairvaux, de passage à Charmes-la-Côte en 1146.
- Dominique Salhorgne[53], né à Toul le 4 septembre 1757 et mort à Paris le 25 mai 1836. Frère lazariste du diocèse de Toul dès 1772, il a été ordonné prêtre en 1780. Après la Révolution française, il a exercé son ministère dans le diocèse de Nancy-Toul, en particulier à Charmes-la-Côte de 1806 à 1809. Entré en 1827 dans la congrégation de la Mission reconstituée, communauté de prêtres et de frères catholiques fondée par saint Vincent de Paul en 1625 pour l'évangélisation des pauvres et la formation du clergé, Dominique Salhorgne a été nommé assistant du général et directeur des Filles de la Charité. Il est devenu vicaire général après la mort de Pierre-Joseph de Wailly, le supérieur général de la congrégation, et a été élu à sa place le 18 mai 1829. Il a néanmoins donné sa démission en 1835 pour des raisons de santé[54].

### Héraldique, logotype et devise
| Blason de Charmes-la-Côte | Blason  | Tranché d'argent au charme de sinople, et de gueules à l'écusson losangé d'or et de sable.                                                        |
| Blason de Charmes-la-Côte | Détails | Le charme est armes parlantes ; l'écusson reproduit les armes des derniers seigneurs de Charmes. Le statut officiel du blason reste à déterminer. |